# Mentana
Mentana er en italiensk by (og kommune) i regionen Lazio i Italien, med omkring 22.544(2023) indbyggere. 